# Leptochloa barbata
Leptochloa barbata är en gräsart som först beskrevs av Nicaise Auguste Desvaux, och fick sitt nu gällande namn av Elisa G. Nicora. Leptochloa barbata ingår i släktet spretgräs, och familjen gräs. Inga underarter finns listade i Catalogue of Life.